# Wandsbek (stadsdelsområde)

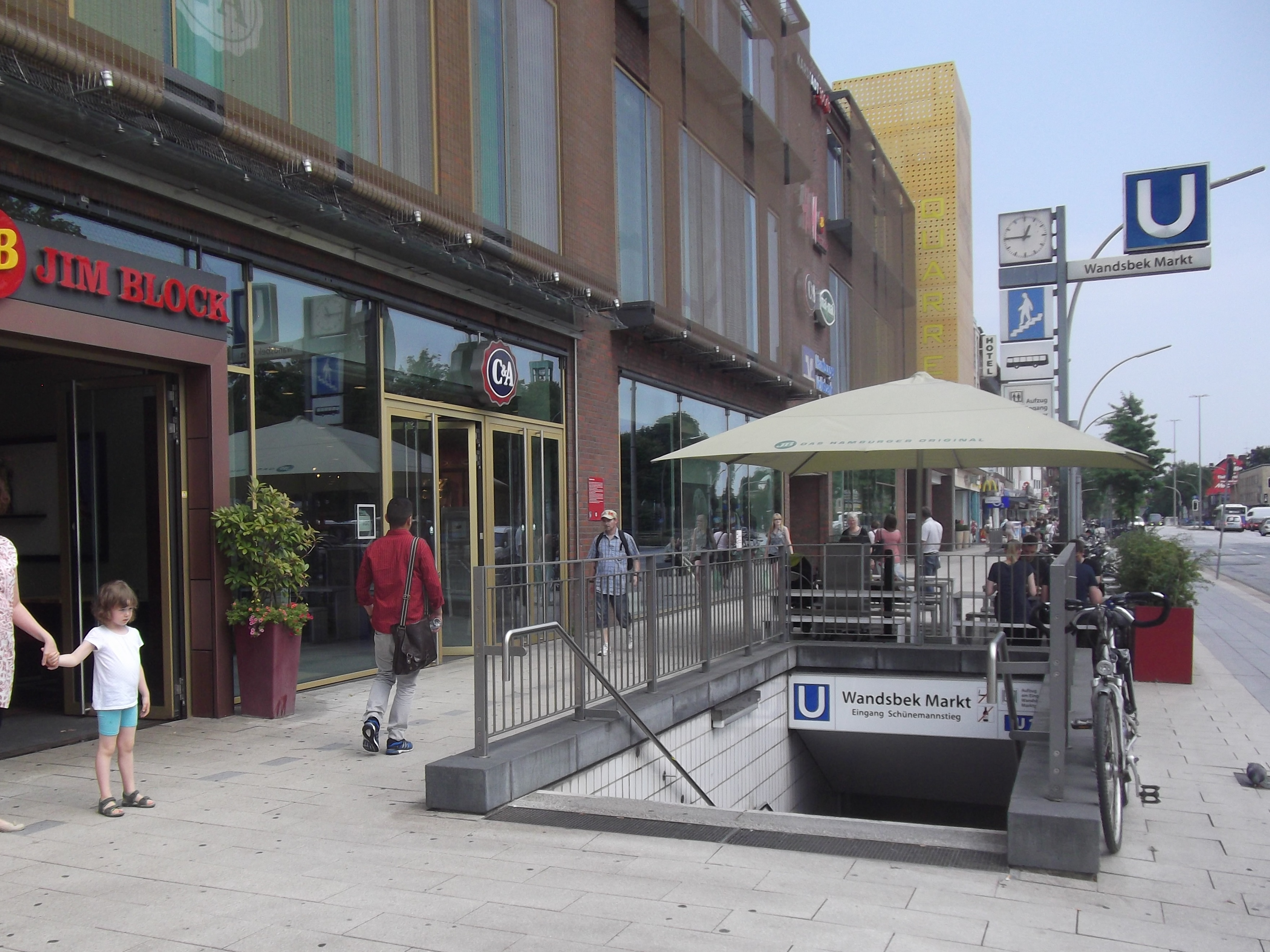
Wandsbek Markt

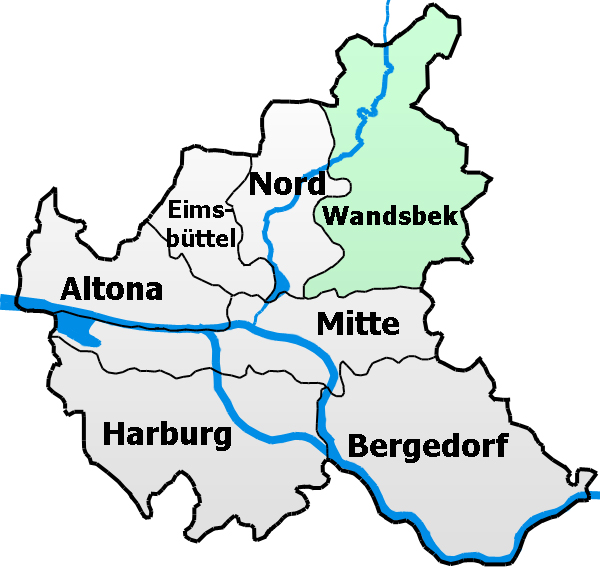
Wandsbeks läge i Hamburg.

Wandsbek (Bezirk Wandsbek) är ett stadsdelsområde i Hamburg med 455,185 invånare (2023). Det har fått sitt namn från en av dess delar, stadsdelen Wandsbek som tidigare (till 1938) var en egen stad. I staden Wandsbek ingick även de nuvarande Hamburg-stadsdelarna Marienthal, Tonndorf och Jenfeld.

## Stadsdelar
- Bergstedt
- Bramfeld
- Duvenstedt
- Eilbek
- Farmsen-Berne
- Hummelsbüttel
- Jenfeld
- Lemsahl-Mellingstedt
- Marienthal
- Poppenbüttel
- Rahlstedt
- Sasel
- Steilshoop
- Tonndorf
- Volksdorf
- Wandsbek
- Wellingsbüttel
- Wohldorf-Ohlstedt